# Сао Мигел
Сао Мигел (в превод от португалски език: Архангел Михаил) е община на Кабо Верде, разположена в северозиточната част на остров Сантяго. Населението на общината е 13 950 души (по предварителна оценка от юли 2019 г.), а площта е 77,3 км². Гъстотата на населението е 180,3 души/км². Сао Мигел е създадена през 1991. Столицата на общината, град Сао Мигел, е разположен на 60 км от столицата на Кабо Верде – град Прая.
Град Сао Мигел е свързан с пътя Тарафал – Прая, също чрез планински път е свързан с маршрута Тарафал – Асомада. Обработваема земя има в низинните части на общината, по бреговата линия, а останалата, западна част е заета от планинската верига Сера да Малагета. Треви и храсти покриват останалата част от територията на общината, има и няколко гори.
Икономиката на общината включва земеделие, туризъм и риболов. По-голямата част от населението живее в селата, а градското население е съсредоточено в низинните части на общината. Община Сао Мигел се състои само от една енория – Сао Мигел Арканйо.